# دانشگاه اروپایی-مدیترانه
دانشگاه اروپایی-مدیترانه (به لاتین: Euro-Mediterranean University of Slovenia) یک دانشگاه در اسلوونی است که در شهرداری پیران واقع شده است.